# 陈戈
陈戈，中国海洋大学信息科学与工程学部教授，研究方向为海洋遥感与大数据。任中华人民共和国教育部第四批"长江学者"特聘教授，享受国务院政府特殊津贴。合著有《高度计海洋遥感研究与应用》。